# Karl Theodor, Elector de Bavaria
Carol Teodor (în germană Karl Theodor; n. 11 decembrie 1724, Drogenbos, Flandra, Belgia – d. 16 februarie 1799, München, Electoratul Bavariei, Germania) a domnit ca principe elector al Palatinatului Elector din 1742, ca duce de Jülich și Berg din 1742 și ca principe elector și duce de Bavaria din 1777 până la moartea sa. A fost membru al Casei de Palatinate-Sulzbach, o ramură a Casei de Wittelsbach.